# Сосна гірська веймутова
Сосна гірська веймутова або сосна західна біла (Pinus monticola) — вид сосни, яка зустрічається в горах західних Сполучених Штатів і Канади, гірського ланцюга Сьєрра-Невада, Каскадних гір, Прибережної Тихоокеанської гряди, і північних Скелястих гір. Дерево росте і в прибережних районах, особливо в штатах Орегон і Вашингтон.
Серцева деревина блідо-жовтого до червонувато-коричневого або кремового до світло-коричневого кольору і темніє на сонці. Деревина за зовнішнім виглядом схожа на східну білу сосну. Численні сучки темнішого кольору та тонкі смоляні канали роблять деревину дуже популярним вибором для обшивки.
| Соснові | Це незавершена стаття про родину соснові. Ви можете допомогти проєкту, виправивши або дописавши її. |